# Prishib (Zaporiyia)
Prishib (en ucraniano: Пришиб, romanizado: Pryshyb; en ruso: Пришиб) es un pueblo ucraniano perteneciente al óblast de Zaporiyia. Situado en el sur del país, forma parte del raión de Vasilivka y del municipio (hromada) de Mijáilivka.
El pueblo está ocupado por Rusia desde marzo de 2022 en el marco de la invasión rusa de Ucrania.

## Toponimia
El nombre de Prishib proviene del eslavo antiguo "prishyby", que es un barranco en un recodo pronunciado del río. 

## Geografía
Prishib está situada 9 km al este de Mijáilivka y 84 km al sur de Zaporiyia.

## Historia
Había 22 túmulos de la Edad del Bronce, la época escita y la Edad Media en la parte noroeste de Prishib. Pero como resultado de excavaciones arbitrarias por parte de los aldeanos en la primera mitad del siglo XX, sólo 6 de ellos permanecieron hasta 1988.
El surgimiento del pueblo está relacionado con la construcción del ferrocarril Járkov-Sebastopol en la segunda mitad del siglo XIX. En 1874, en el lugar donde la vía recién construida cruzaba el camino de tierra Níkopol-Tokmak, cerca del centro parroquial del pueblo de Mijáilivka, se construyó una estación, que también se llamó Mijáilivka. Primero sus constructores, y luego los ferroviarios, comenzaron a asentarse a su alrededor. En 1894, el ferrocarril Járkov-Sebastopol se fusionó con el ferrocarril Kursk-Járkov-Azov. En la sección de este último ya había una estación con el mismo nombre de Mijáilivka. Por lo tanto, para evitar confusiones, la estación y el pueblo al lado fueron renombrados como Prishib, ya que muchos aldeanos vivían en el pueblo homónimo de la gobernación de Poltava.
En 1908, los colonos alemanes construyeron un molino de vapor cerca de la estación, abrieron talleres de artesanía para la fabricación y reparación de carros, implementos agrícolas, etc. Sin embargo, Prishib seguía siendo un pequeño asentamiento de la estación en vísperas de la Primera Guerra Mundial. Aquí vivían 358 personas en 17 patios y cuarteles. Entre 1924 y 1928, Prishib fue el centro del raión alemán de Prishib como parte de la RSS de Ucrania.
Con el comienzo de la Segunda Guerra Mundial, alrededor de 800 hombres se unieron voluntariamente a las filas del Ejército Rojo. El 4 de septiembre de 1941, la aviación alemana bombardeó Prishib y la estación; muchos civiles murieron. Cuando se acercó el frente, una cantidad significativa de bienes agrícolas colectivos, ganado y equipos fueron evacuados a los Urales, y se creó un batallón de combate. Los nazis capturaron Prishib el 4 de octubre de 1941 y más de 120 hombres y mujeres jóvenes fueron enviados a la fuerza a trabajar en Alemania. El Ejército Rojo recuperó el pueblo el 27 de octubre de 1943.
En 1957, Prishib obtuvo el estatus de asentamiento de tipo urbano.
Hasta el 18 de julio de 2020, Prishib pertenecía al raión de Mijáilivka. El raión se abolió en julio de 2020 como parte de la reforma administrativa de Ucrania, que redujo el número de rayones del óblast de Zaporiyia a cinco. El área de raión de Mijáilivka se fusionó con el raión de Vasilivka.En 2023, Prishib perdió el estatus de asentamiento de tipo urbano en la legislación ucraniana debido a la eliminación de este estatus administrativo.

## Demografía
La evolución de la población de Prishib entre 1959 y 2022 fue la siguiente:
| 5116                                                          | 4467 | 4067 | 3495 | 3283 | 3110 | 3017 |
| (Fuente: Cities & Towns of Ukraine y UKRAINE: Größere Städte) |      |      |      |      |      |      |

Según el censo de 2001, la lengua materna de la mayoría de los habitantes, el 80,15%, es el ucraniano; del 19,05% es el ruso.

## Infraestructura

### Transporte
El asentamiento está cerca de la carretera M18 que conecta Zaporiyia y Melitópol. La estación de tren de Prishib, que también da servicio a Mijáilivka, está en la línea entre Zaporiyia y Melitópol.